# Leptoneta abeillei
Leptoneta abeillei là một loài nhện trong họ Leptonetidae.
Loài này thuộc chi Leptoneta. Leptoneta abeillei được Eugène Simon miêu tả năm 1882.